# Courtland (Mississippi)
Courtland é uma cidade  localizada no estado americano de Mississippi, no Condado de Panola.

## Demografia
Segundo o censo americano de 2000, a sua população era de 460 habitantes.
Em 2006, foi estimada uma população de 474, um aumento de 14 (3.0%).

## Geografia
De acordo com o United States Census Bureau tem uma área de
2,9 km², dos quais 2,9 km² cobertos por terra e 0,0 km² cobertos por água. Courtland localiza-se a aproximadamente 69 m acima do nível do mar.

## Localidades na vizinhança
O diagrama seguinte representa as localidades num raio de 24 km ao redor de Courtland.